# Edward Fuller
Edward Canfield Fuller (ur. 4 września 1893 w Hamilton, zm. 12 czerwca 1918 w Belleau) – żołnierz Korpusu Piechoty Morskiej Stanów Zjednoczonych, syn generała Bena Fullera.
Urodził się w Hamilton, w stanie Wirginia, W wieku 23 lat zapisał się do Akademii Marynarki, gdzie uzyskał pierwszy stopień oficerski w Korpusie Piechoty Morskiej.
Kapitan Fuller poległ w bitwie o Belleau Woods we Francji 12 czerwca 1918 roku, gdy próbował wyprowadzić podległych mu żołnierzy spod niemieckiej nawały ogniowej. Pośmiertnie został uhonorowany odznaczeniem Krzyżem z Wybitną Służbę za najwyższe poświęcenie na polu bitwy. 
Jego nazwiskiem ochrzczono niszczyciel USS „Fuller”.